# 대한민국 민법 제677조
대한민국 민법 제677조는 광고부지의 행위에 대한 민법조문이다.

## 조문
제677조(광고부지의 행위) 전조의 규정은 광고있음을 알지 못하고 광고에 정한 행위를 완료한 경우에 준용한다.

第677條(廣告不知의 行爲) 前條의 規定은 廣告있음을 알지 못하고 廣告에 定한 行爲를 完了한 境遇에 準用한다.

## 참고 문헌
- 오현수, 일본민법, 진원사, 2014. ISBN 9788963463452
- 오세경, 대법전, 법전출판사 , 2014 ISBN 9788926210277
- 이준현 , LOGOS 민법 조문판례집, 미래가치, 2015. ISBN 9791155020869

## 같이 보기
- 현상광고